# Fábrica de Máquinas Gritzner

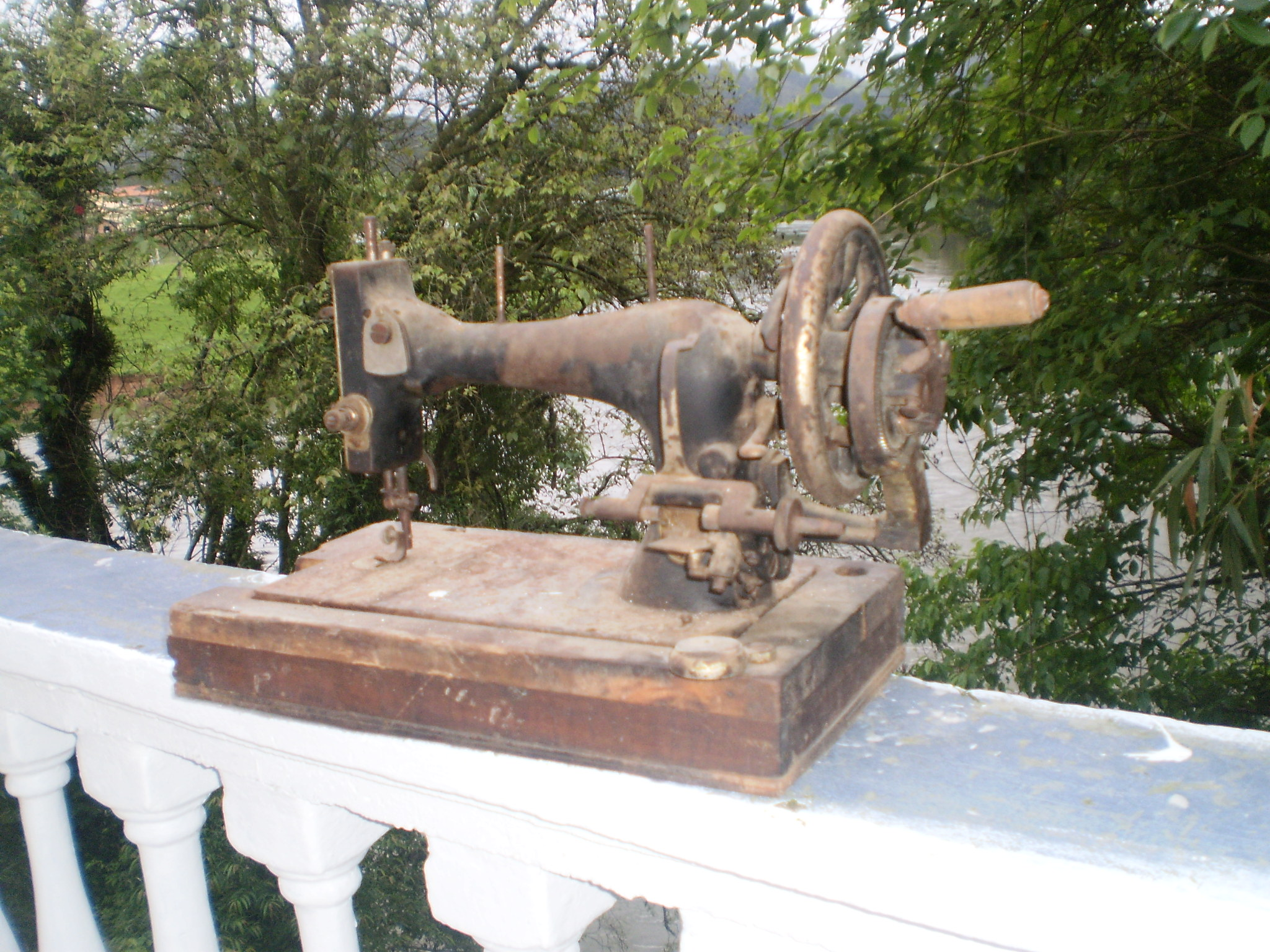
Máquina de costura Gritzner

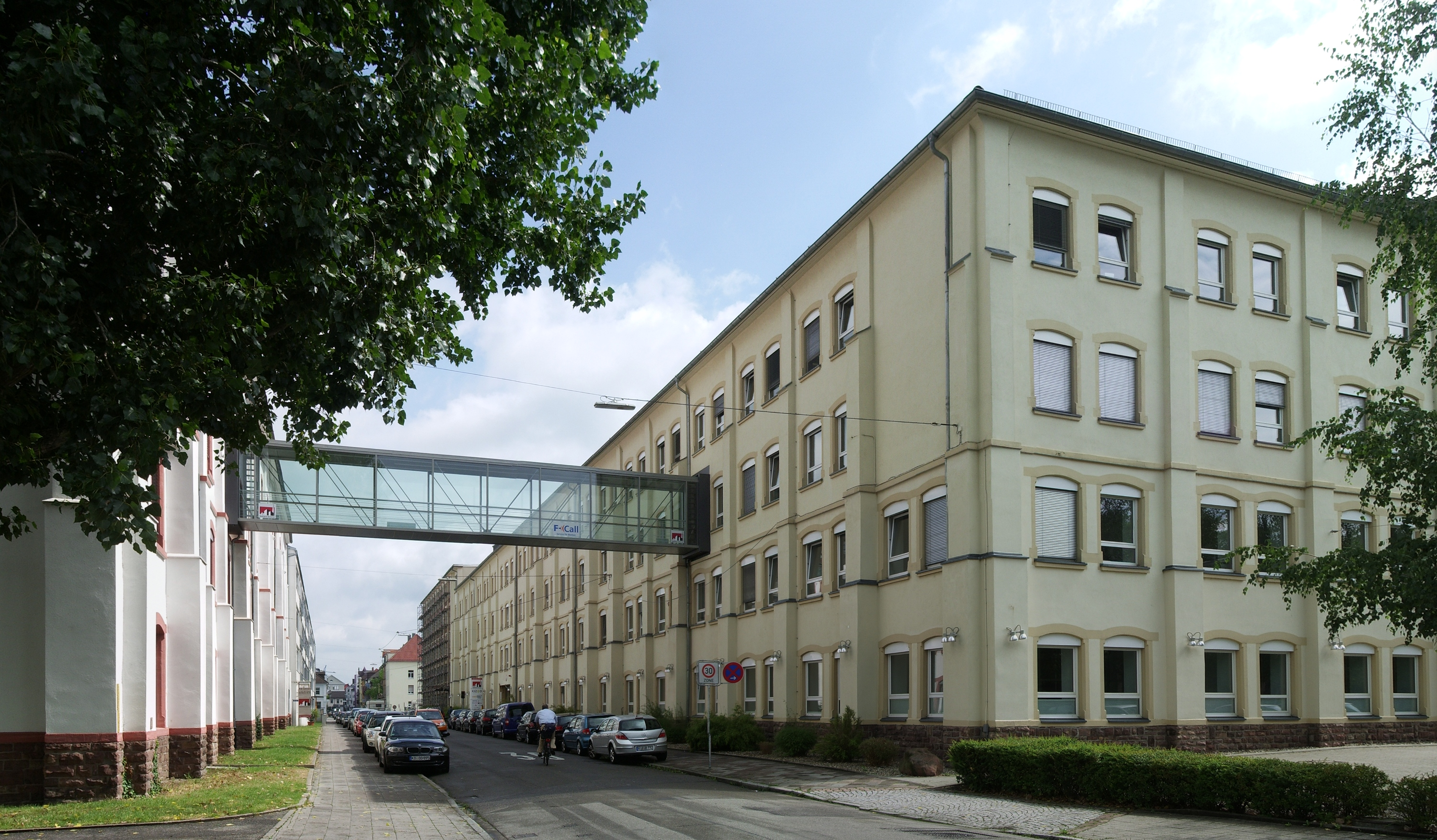
A fábrica Gritzner, julho de 2010

A Fábrica de Máquinas Gritzner foi uma indústria alemã fabricante de máquinas de costura e motocicletas, localizada em Durlach.
Foi fundada em 1872 por Maximilian Joseph Gritzner e Max Carl Gritzner. Desenvolveu-se inicialmente como a maior fabricante de máquinas de costura da Europa. Em 1886 tornou-se uma sociedade anônima, com a denominação Nähmaschinenfabrik, vorm. Gritzner & Co, A. G.. A partir de 1887 iniciou a produção de bicicletas e a partir de 1903 motocicletas. Também fabricou esporadicamente bombas hidráulicas e máquinas a vapor. Foi fundida em 1931 com a Pfälzische Nähmaschinen-und Fahrradfabrik vormals GebrüderKayser AG, de Kaiserslautern, com a denominação Gritzner-Kayser AG. Um incêndio destruiu a maior parte da fábrica, em 1955. Em 1957 a então reconstruida fábrica foi adquirida pela Pfaff. A Gritzner-Kayser AG encampou a linha de montagem dos modelos Monza e Milano da Fábrica de Motocicletas Mars em 1958, fornecendo-as em diversas cores.